# Rachel Matthews

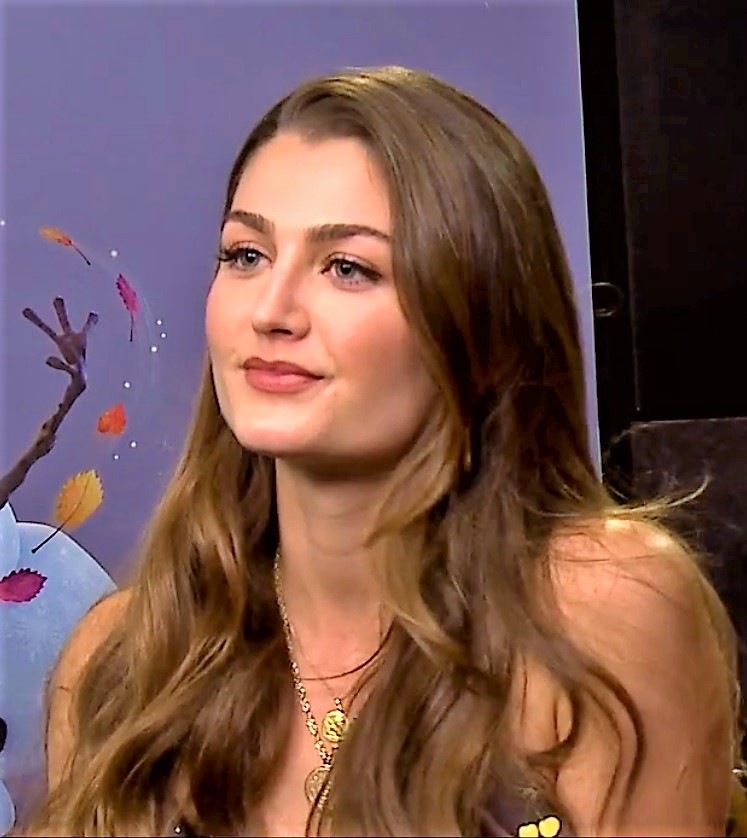
Rachel Matthews

Rachel Lynn Matthews (* 1993) ist eine US-amerikanische Schauspielerin.

## Leben und Karriere
Rachel Matthews wurde im Jahre 1993 als Tochter von Leslie Ann Landon Matthews, einer Tochter von Michael Landon, und Brian Matthews geboren und wuchs zusammen mit drei Geschwistern (zwei Brüder und eine Schwester) auf. Im Jahre 2013 wurde sie im Zuge des Shenandoah Apple Blossom Festivals zur Queen Shenandoah LXXXVI, Queen of the Valley’s Springtime Blossoms gewählt. Als Schauspielerin wurde sie unter anderem in New York City und Los Angeles ausgebildet. In New York besuchte sie unter anderem die Tisch School of the Arts unter Michael McElroy und wurde unter anderem vom Schauspiellehrer Ted Sluberski ausgebildet. Hier kam sie auch in den Stonestreet Studios zum Einsatz, wobei sie hingegen in Los Angeles im Michael Woolson Studio von Michael Woolson persönlich trainiert wurde, aber auch Unterricht von Michael Connors und Braden Lynch erhielt. In New York City kam Matthews in diversen Theaterproduktionen zum Einsatz, so unter anderem in Lysistrata Jones im NYU Tisch New Studio on Broadway, in Italian American Reconciliation im Circle in the Square Theatre oder im Jahre 2014 unter der Regie von Kenneth Branagh im Off-Broadway-Stück Macbeth.
Zu ihrer ersten nennenswerten Rolle in Film und Fernsehen kam sie im Jahre 2017 im Slasher-Film Happy Deathday, eine Mischung aus Und täglich grüßt das Murmeltier und Scream, in der sie in der Nebenrolle der Danielle Bouseman, der Präsidentin der Studentinnenverbindung, in Erscheinung trat. Regie führte ihr Onkel Christopher B. Landon. In der deutschsprachigen Synchronfassung des Films wird ihr die Stimme von Julia Kaufmann geliehen. Laut eigener Aussage wirkte Matthews davor bereits in kleineren Filmproduktionen mit. 2019 spielte sie ihre Rolle der Danielle Bouseman auch in der Fortsetzung Happy Deathday 2U. Ein Jahr zuvor wirkte sie im Musikvideo zum Song Give A Little von Maggie Rogers mit. Eine weitere Filmproduktion, an der Matthews beteiligt ist, wurde im März 2019 unter dem Titel Ms. White Light veröffentlicht.

## Filmografie (Auswahl)
- 2017: Happy Deathday
- 2018: Give A Little von Maggie Rogers (Musikvideo)
- 2019: Happy Deathday 2U (Happy Death Day 2U)
- 2019–2020: Batwoman (Fernsehserie)
- 2019: Eine wie Alaska (Looking for Alaska, Fernsehserie)
- 2019: Die Eiskönigin II (Frozen II, Stimme)
- 2019: Ms. White Light
- 2022: Tankhouse
- 2022: Do Revenge
- 2023: The Duel
- 2024: First Class (Upgraded)
- 2024: Griffin in Summer (als Produzentin)
- 2025: Idiotka (als Produzentin)
- 2025: Überkompensation (Overcompensating, Folge 1x01)